# Charles Mast
Charles Mast, né le 7 janvier 1889 à Paris 2e et mort le 30 septembre 1977 à Clamart, à l'âge de 88 ans, est un général de division qui a participé à la libération de l'Afrique du Nord en 1942 et qui fut résident général de France en Tunisie entre 1943 et 1947.

## Avant-guerre
Fils de Michel-Edmond Mast, officier, et de Jeanne Gouat, il est issu d'une famille originaire de Brumath en Alsace. Il compte parmi ses ancêtres des pasteurs protestants du Palatinat ou du Bade-Wurtemberg venus se réfugier en France au XVIIe siècle, dont Andreas Cellarius.
Charles Mast s'est marié en 1913 avec Suzanne de Bigault de Casanove, dont ils ont eu comme enfant Georges Mast (1914-1978), polytechnicien, promotion 1936.
Il divorce et se remarie le 14 mai 1935. Sa seconde femme, Marie-Madeleine Leroy, est une très proche amie d'Antoine de Saint-Exupéry.
Avant la Seconde Guerre mondiale, le colonel Mast est l'attaché militaire français à Tōkyō à partir de 1937.

## Début de la Seconde Guerre mondiale
Charles Mast est chef d'état-major du 10e corps d'armée, le 1er juin 1940, général de brigade à titre temporaire, puis général de brigade. Fait prisonnier par les Allemands le même mois, il est emprisonné à la forteresse de Königstein. Le 20 septembre 1941, alors qu'il prépare son évasion, il apprend qu'il va être libéré.
Mast est alors nommé chef de la division de marche d'Alger puis chef de la 3e division nord-africaine. Soupçonné d'être un opposant au régime de Vichy, il est emprisonné en 1941. Son ami, le colonel Numata, attaché militaire nippon auprès du régime de Vichy, demande sa libération et l'obtient. Charles Mast est, à sa sortie de prison, nommé chef d'état-major du 19e corps, en 1942 en Afrique du Nord.

## Débarquement allié en Afrique du Nord
Le général Charles Mast, qui commande la place d'Alger, tient une place éminente dans la préparation matérielle du débarquement. Il est l'un des premiers et des plus importants collaborateurs des services américains et du consul Robert Murphy pour la préparation locale à l'opération Torch dont le succès va marquer le renversement du rapport de force pour les Alliés lors de la guerre (opération Flagpole).
Pendant une réunion secrète déterminante, tenue près de Cherchell à Messelmoun dans la ferme Teyssier, sur la côte, non loin d'Alger, le 23 octobre 1942, en présence des consuls américains Robert Murphy et Knight, du général Mark Wayne Clark, adjoint d'Eisenhower, du colonel Julius C. Holmes (en), du brigadier général Lyman L. Lemnitzer, et du capitaine Gérard Wright, des officiers anglais, du capitaine Livingstone, du capitaine Courtney et du lieutenant Foster, tous débarqués dans la nuit d'un sous-marin anglais venu de Gibraltar pour le rencontrer. Sont aussi présents divers représentants militaires et civils de la résistance, le lieutenant-colonel Germain Jousse, le lieutenant-colonel Alphonse Van Hecke, le capitaine Barjot, le lieutenant Le Nen, l'aspirant Michel, Bernard Karsenty, adjoint de José Aboulker, Henri d'Astier de La Vigerie, Jean Rigault, Me Queyrat et Jacques Tessier.
Le général Mark Wayne Clark, bras-droit d'Eisenhower considère Charles Mast comme le porte-parole de Henri Giraud et le chef des armées françaises en Afrique du Nord, et Eisenhower lui-même le tient en haute estime.
Henri Giraud, contacté par un envoyé américain et par Jacques Lemaigre Dubreuil, accepte de participer à l'opération. Mast, chef d'état-major du corps d'armée d'Alger, sert d'intermédiaire entre Giraud et De Gaulle notamment pour les questions militaires. Il se pose en adversaire de Darlan et d'Alphonse Juin.
Charles Mast prend le commandement de la division de marche de Casablanca, en 1942, puis il est nommé chef des missions militaires en Syrie et Égypte, en 1943.

## Résident général de France en Tunisie

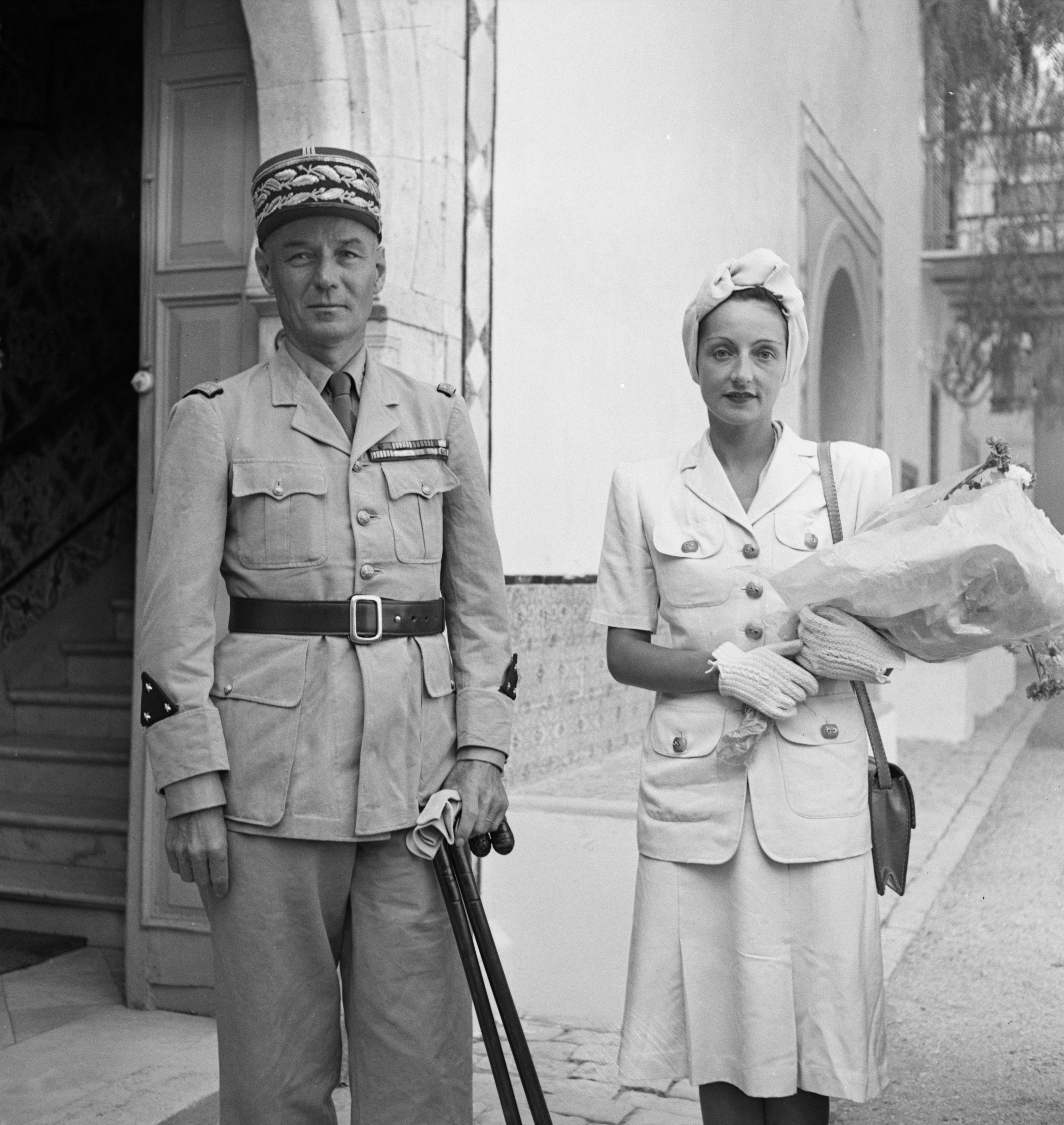
Charles Mast et sa femme en Tunisie

Le 10 juin 1943, quelques jours après la prise de Tunis, le général de Gaulle nomme Mast résident général de Tunisie. Celui-ci entreprend sur le champ une vigoureuse reprise en main du Protectorat. Moncef Bey est destitué sous prétexte de collusion avec les Allemands mais en réalité en raison de son refus de se séparer des nationalistes. Les mouvements nationalistes, notamment le Néo-Destour, sont interdits. Bourguiba, qui avait regagné Tunis en avril, est placé sous étroite surveillance et est finalement contraint de se réfugier au Caire.
Charles Mast reste résident général jusqu'au 22 février 1947, date à laquelle il est remplacé par Jean Mons. Le 20 février 1947, il est général de division ayant rang de commandant d'armée et appellation général d'armée. De retour en France, Charles Mast entre au Conseil supérieur de la Guerre. Il est aussi directeur de l'Institut des hautes études de défense nationale (IHEDN). En 1947, il devient grand officier de la légion d'honneur.

## Décorations
- Grand officier de la Légion d'honneur (décret du 16 janvier 1947) ; commandeur par décret du 10 mai 1945, officier par décret du 19 décembre 1934, chevalier du 16 juin 1920[13]
- Croix de guerre 1914–1918
- Croix de guerre 1939–1945
- Croix de guerre des Théâtres d'opérations extérieurs
- Médaille de la Résistance française (24 janvier 1945)[14]
- Médaille coloniale
- Médaille interalliée de la Victoire
- Médaille commémorative de la guerre 1914–1918
- Grand cordon de l'ordre du Ouissam alaouite
- Commandeur en chef de la Légion du Mérite (États-Unis)
- Ordre du Service distingué (DSO) (Royaume-Uni)
- Commandeur de l'ordre du Trésor sacré (Japon)

## L'affaire des généraux
Le général Mast n'est pas dans un premier temps un partisan de la décolonisation. Son ami, le général Georges Revers, intrigue pour qu'il soit nommé haut commissaire de l'Indochine française à la place de Léon Pignon. C'est l'origine de l'affaire des généraux : par l'intermédiaire d'un individu douteux, Roger Peyré, surnommé « Monsieur Paul », Revers et Mast organisent la diffusion d'un rapport confidentiel concernant la situation politique et militaire en Indochine. Ce rapport, rédigé par le général Revers, chef d'état-major général des forces terrestres à l'issue d'une mission à Saïgon, est destiné à un petit nombre de personnages, membres du gouvernement. Or il a été communiqué à l'entourage de l'empereur Bao Daï et à des agents du Vietminh. Le 23 septembre 1949, le ministre de la Défense Paul Ramadier contraint le général Revers à lui remettre sa démission de chef d'état-major. Mast, plus brutalement, est mis à la retraite.
Charles Mast ne reste pas inactif. Il fait des affaires, écrit des livres comme Histoire d'une rébellion, 8 novembre 1942 et répond aux questions des journalistes. Il reste jusqu'à sa mort très pessimiste sur les capacités de défense occidentales en cas d'attaque de l'Europe de l'Ouest par les armées des pays communistes.